# بروتوكول حزم بيانات المستخدم
بروتوكول بيانات المستخدم (بالإنجليزية: User Datagram Protocol)‏ هو واحد من الأعضاء الرئيسيين لمجموعة بروتوكول الإنترنت (بالإنجليزية: Internet Protocol)‏، وهي مجموعة من بروتوكولات الشبكات التي تستخدم للإنترنت. تستطيع التطبيقات استخدام بروتوكول بيانات المستخدم لنقل الرسائل -والتي تعرف أحياناً بوحدة البيانات (بالإنجليزية: Datagram)‏- إلى أجهزة أخرى على شبكة تعمل ببروتوكول الإنترنت، وذلك دون الحاجة إلى إجراء اتصالات أولية لإنشاء قنوات اتصال قبل بدء إرسال البيانات. وأحياناً يسمى هذا البروتوكول بالاسم بروتوكول البيانات العالمى (بالإنجليزية: Universal Datagram Protocol)‏. قام بتصميم هذا البروتوكول ديفيد ريد (بالإنجليزية: David P. Reed)‏ في عام 1980 وتم تعريف محدداته رسميًا في مقالة طلب التعليقات رقم 768 (RFC 768).

## مقدمة
هو بروتوكول يسمح بتناقل البيانات مثل TCP مع بعض الاختلافات الجوهرية من حيث طريقة التوصيل والتأكد من صحة المعلومات وسرعة التوصيل واحتمال الضياع.

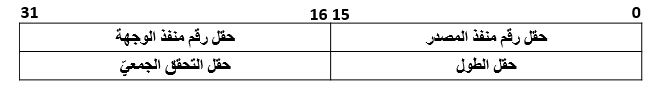
ترويسة بروتوكول حزم البيانات (UDP).

## طريقة التوصيل
يقسم الرسالة المراد إرسالها إلى وحدات تسمى كل وحدة (datagram) ومن هنا يأتي الاختلاف مع TCP حيث يوضع مع كل وحدة عنوان المرسل إلية وليس مثل TCP الذي يقوم بفتح اتصال مباشر مع الطرف الآخر ثم يرسل البيانات، حيث أنه هنا كل وحدة مستقلة في طريقها عن باقي الوحدات فربما كل وحدة تسلك طريقاَ أخر عن غيرها وثم يقوم الطرف الآخر بتجميعها.

## التحقق من صحة المعلومة
في شبكة الإنترنت، وأثناء التوصيل، قد يحدث تشويش يغير قيمة بت أو أكثر فتختلف المعلومة، هنا بروتوكول TCP يقدم لنا ضمانا أن التوصيل سليم تماما وإذا حدث خطأ فإنة يعيد الإرسال حتى يكون صحيحا، أما UDP فلا يقدم لنا أي ضماناً لان الهدف من هذا البرتوكول هو توصيل الرسالة المطلوبة بسرعة.
حيث ان UDP يعتمد على طريقة الCONNECTIONLESS الذي لا يؤمن الاتصال المباشر بين المرسل والمستقبل، بينما ال TCP يعتمد على طريقة الCONNECTION-ORIENTED الذي يحجز خط الاتصال بالكامل بين المرسل والمستقبل.

## سرعة التوصيل
تناقل البيانات باستعمال UDP أسرع لأنه لا يتحقق من صحة المعلومة لأنه إذا أراد التحقق من صحة المعلومة يحتاج إلى إرسال المزيد من المعلومات للتحقق من صحة النقل وهذا يزيد من حجم البيانات المرسلة ويؤدي إلى زيادة الوقت المستغرق في التراسل ولهذا جعلت مسؤلية التحقق من الإرسال من مسؤلية البرنامج نفسه.

## استعمالات UDP
غالبا ما يستعمل في المحادثات الصوتية والمرئية لأن فقد القليل من البيانات لا يؤثر كثيراً في جودة الصورة ويساهم في سرعة المحادثة ولهذا يلاحظ في أغلب برامج المحادثة الصوتية أنه يحدث انقطاع للصوت ثم يكمل ولكن ليس من حيث انقطع بل من حيث وصل.

### سلبياته
الـUDP غير محمي من تكرار البيانات أي ربما نستلم أكثر من نسخة لنفس البيانات (الطرد), وبسبب الإنترنت وبطء الإرسال فانه ربما يصل طرد قبل الآخر وبالتالي يجب ترتيب الطرود عند المستقبل. بالإضافة إلى أنه لا يتحقق من وصول البيانات بشكل صحيح إلى المستقبل.